# کسویک (کالیفرنیا)
کسویک (به انگلیسی: Keswick) یک منطقهٔ مسکونی در ایالات متحده آمریکا است که در شهرستان شاستا، کالیفرنیا واقع شده‌است. کسویک ۹٫۰۷۴ کیلومتر مربع مساحت و ۴۵۱ نفر جمعیت دارد و ۲۲۳٫۱۲ متر بالاتر از سطح دریا واقع شده‌است.